# Нербышев, Каркей Трофимович
Нербышев Каркей Трофимович (20 июля 1938 — 10 мая 2004) — хакасский писатель. Заслуженный работник культуры Хакасии.

## Биография
Каркей Нербышев родился в 1938 году в селе Красный Ключ (ныне в Бейском районе Хакасии). Высшее образование получил в Абаканском педагогическом институте (хакасское отделение филологического факультета). Работал учителем, затем стал сотрудником газеты «Ленин чолы». В постсоветский период выпускал газету для детей «Хола пыргычах» (Медный горн).

## Творчество
Первым опубликованным произведением Нербышева стал рассказ «На перепутье», напечатанный в газете «Ленин чолы» в 1958 году. Отдельным изданием произведения Нербышева впервые вышли в 1972 году — это был сборник повестей и рассказов «Ручеёк Хорлана». Крупнейшее произведение Нербышева — роман «У синих утёсов», вышедший в 1983 году и рассказывающий о Хакасии в период коллективизации.